# Háil tartomány

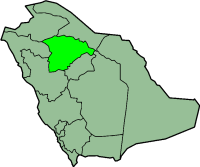
Hail tartomány elhelyezkedése Szaúd-Arábián belül

Háil tartomány (arabul منطقة حائل [Minṭaqat Ḥāʾil]) Szaúd-Arábia tizenhárom tartományának egyike. Az ország belső részén fekszik; északnyugaton Dzsauf, északkeleten az Északi határvidék, keleten Rijád, délkeleten Kaszím, délnyugaton Medina, nyugaton pedig Tabúk tartomány határolja. Székhelye Háil városa. Területe 103 887 km², népessége a 2019-es népszámlálási adatok szerint 731 147 fő. Kormányzója Szuúd bin Abd al-Muhszin bin Abd al-Azíz Ál Szuúd herceg.

## Fordítás
Ez a szócikk részben vagy egészben  a   Liste der Provinzen Saudi-Arabiens című német Wikipédia-szócikk ezen változatának fordításán alapul.  Az eredeti cikk szerkesztőit annak laptörténete sorolja fel. Ez a jelzés csupán a megfogalmazás eredetét és a szerzői jogokat jelzi, nem szolgál a cikkben szereplő információk forrásmegjelöléseként.